# Yvonne Vavrová
Yvonne Vavrová (* 11. července 1959 Bratislava) je slovenská režisérka, scenáristka, kameramanka, fotografka a grafička.

## Život a dílo
MgArt. Yvonne Vávrová je absolventkou filmové a televizní fakulty AMU v Praze obor hraná filmová a televizní režie. Je režisérkou a scenáristkou více než 70. autorských dokumentárních filmů, z nichž nejznámější jsou Prosperita Made In JAPAN, Variace, Na konci je život.
V roce 1994 byla oceněna PRIX ITALIA v italském Tori za režii absurdního dramatu Ionesco Kráľ umiera. V roce 2002 v americkém Chicagu získala první cenu v kategorii dětský program za povídku Natalka. Dokumentární film o postavení žen na Slovensku Po meči a po přeslici byl oceněn první cenou Centra nezávislé žurnalistiky a Světovou bankou v roce 2002. Její filmy se úspěšně promítají na Slovensku, v Čechách i v zahraničí (Japonsko, Kanada) a byly oceněny několika cenami (Cena Českého literárního fondu, Prix Jeunesse ve francouzském Cannes a mnohé další.)
Režisérka se vyznačuje vztahem k filozofickým tématům jak v hrané tak v dokumentární tvorbě. (Například dokumenty Televize, která zabíjí, Král je nahý, Služebníci obrazů, Strach, Popcornová kultura, Žila jsem na ulici, Tabu a média nebo hrané filmy Král umírá, Prsteny pro dámu, Mário, Zapískej! a další) . V Nitranském Divadle Andreje Bagara režijně nastudovala hru Per Olov Enquista Obrázkari o slavné švédské spisovatelce Selmě Lagerlöfové. Hra byla nominována do širšího výběru nominovaných her za Objev sezóny a za herecké výkony v hlavních rolích na festivalu Divadelní Nitra. Hru Obrázkari uvedlo pražské Divadlo Bez zábradlí na festivalu slovenských divadel i za přítomnosti autora P. O. Enquista.

## Studium a praxe

### Absolventka
Absolvovala:
- Filmová a televizní fakulta, obor hraná režie, Akademie múzických umění, Praha, FAMU,
- Pololetní poradní stáž ve Francii v Paříž i – 1984
- Diplomová práce Francois Truffaut – sebereflexe jako způsob vidění světa

### Mezinárodní praxe a praxe na Slovensku
- Francie, Paříž – 1984 – půlroční studijní pobyt
- Cannes – 1990, Rencontres International Jeunesse – odborné vedení stážistů
- Strasbourg – 1990, Council of Europe – evropské filmové koprodukce
- Velká Británie, Londýn, 1992, East – West Producers Seminar
- Rakousko, Vídeň – 1993 – Hofburg – evropské filmové koprodukce
- Švédsko, Norsko, Finsko, Dánsko – 1993 – dvouměsíční studijní pobyt ve filmových studiích a ve filmových ústavech
- Francie – Alencon – 1993, členka odborné poroty MFF dětských filmů
- Japonsko, 1994 – Tokyo, Kyoto, Yokohama, Osaka – autorka a režisérka 9-různého seriálu * Prosperita Made in Japan
- Kanada – 1995 – 2001, Banff, Toronto, Calgary, Ottawa
- Odborná stáž CNN, CBS, ABC, Fox TV
- USA, 2002 – Tennessee, Knoxville – VOICE OF AMERICA
- Itálie, Německo, Anglie, 2005 – MEDIA DESIGN PRODUCING, odborná stáž
- Ředitelka Doubravské televize[2]
- 1. prosinec 2007 – únor 2008 – práce v STV[3]

## Ocenění
- Cena Českého literárního fondu,
- Prix Jeunesse, Cannes
- Druhá cena SVOČ za film Ve jménu lásky k člověku, Praha 1983
- The Professional Jury Award ve francouzském Cannes na 20. Rencontre International Jeunesse 1985 za film Hráči nebo Pat
- Cena Českého literárního fondu za film Čisté svědomí1985
- Grand Prix Italia za režii 1994 v Turíně za film Král umírá
- Sazba za výtvarné ztvárnění – Trenčianske Teplice 2000, za film
- Hlavní cena za povídku Natalka z triptychu Čarovala ryba, 19. Mezinárodní filmový festival, Chicago, 2002, kategorie programů pro děti[4]
- 1. cena v kategorii elektronických médií za prezentaci obrazu ženy v dokumentárním filmu: Po meči a po přeslici 2002 – Cena Světové banky a Cena Centra nezávislé žurnalistiky

## Tvorba

### Celovečerní hrané filmy
- 1991 Mário, zapískaj...! – Slovenská televízia[5]
- 1993 Král umírá – STV, cena Grand Prix Italia 1994 Torino za nejlepší režii,
- 1995 scénář hraného filmu Mária Terézia[6]
- 1999 Prsteny pro dámu – STV, Cena za výtvarné ztvárnění – Trenčianske Teplice 2000,
- 2001 čarovala ryba, aby byla chyba – STV, triptych, hlavní cena na 19. Mezinárodním filmovém festivalu filmů pro děti za povídku Natalka v americkém Chicagu, říjen 2002

### Divadelní režie
- Per Olov Enquist: Obrázkári- Divadlo Andreja Bagara v Nitře, 2005[7]
- Donald Churchill: Jednou týdny stačí- Divadlo Radka Brzobohatého, Praha, 2005[8]

### Režie programů
- TV SHOW (scénář a režie)
- Žena roku 2006, Bratislava,
- Žena roku 2007 – Praha, duben 2008[9][10]
- Supermodel of the World – Slovakia '93 Ford Aiodels – New York[11],
- Gerulata, 2008, Bratislava, Rusovce[12], Rímske hry[13]

### Dokumentární seriály
- Na konci je život- 9dílný seriál,
- Tele Flash Fashion- 12dílný seriál o módě,
- Prosperity Made In Japan- 9dílný seriál o japonském hospodářském zázraku,
- 2001Variace- 7dílný seriál o nových jevech v dramatických uměních[14],

### Dokumentární filmy
Vytvořila více než 70 dokumentů
- Srdce chirurga
- Pianista a jeho vesmír
- Prelúdium života
- Strach náš každodenný
- Humor, kde ťa ľudia berú?
- Je podnikanie umením
- Muzikál, divadelná eufória
- Herci s taktovkou
- Tabu a média
- Svenfried
- Kanadské impresie[15]
- Baby blues – Happy day
- Siegfried
- Detoxikácia
- Gen – Karol Kállay[16]
- Europríbeh Slovenska
- 1994 Posledný výkrik... módy! scenár, réžia[17][18]
- 1998 Herci bez tváre scenár, réžia[19]
- 1998 Televízia, ktorá zabíja alebo nech hodí kameňom, kto je bez viny scenár, réžia[20]
- 1999 Žila som na ulici[21][22]
- 1999 Sluhovia obrazov
- 1999 Popcornová kultúra námet, scenár, réžia[19]
- 2000 Nenápadný gigant Jozef Bednárik[23]
- 2002 Po meči a po praslici[24]
- 2001 Kráľ je nahý
- 2002 Grék Zorba alebo recept na život
- 2006 Strach[25]
- 2007 Biele vrany – Ženy a moc scenár, réžia, kamera, zvuk[26]
- 2007 Domáce násilie
- 2008 Encyclopaedia Beliana
- 2009 Naša Európa – Miláno
- 2009 Naša Európa – Barcelona
- 2009 13. komnata Kamily Magálovej
- 2009 13. komnata Andyho Hryca
- 2010 Generácia na prelome, premiéra 19. január 2011 na STV2[27][28]

### Další
- Nebojte se podnikat – projekt o podnikání pro ženy[29]

### Fotografické výstavy
- Peole made in Japan – Calgary, Kanada, 1996,
- Člověk made in Japan – České centrum, Praha, 1997,
- Plachý ako motýľ – Bratislava, Japonské veľvyslanectvo v Bratislave, 2005[30],
- Plachý ako motýľ – DAB, Nitra, 2005